# Maria Usifo
Maria Usifo (1 augustus 1964) is een atleet uit Nigeria.
Usifo nam in 1982 en 1994 deel aan de Gemenebestspelen.
In 1984 nam Usifo voor Nigeria deel aan de Olympische Zomerspelen van Los Angeles op de onderdelen 100 meter horden en 400 meter horden.
In 1988 nam Usifo deel aan de Olympische zomerspelen van Seoul op de onderdelen 100 meter horden, 400 meter horden en 4x400 meter estafette.
- World Athletics: 14292531